# Піщанка (Іловлінський район)
Піщанка (рос. Песчанка) — хутір у Іловлінському районі Волгоградської області Російської Федерації.
Населення становить 542 особи. Входить до складу муніципального утворення Іловлинське міське поселення.

## Історія
Хутір розташований у межах українського історичного та культурного регіону Жовтий Клин.
Від 1965 року належить до Іловлінського району.

## Населення
| 2010 |
| ---- |
| 542  |